# Sindora siamensis
Gõ mật (danh pháp hai phần: Sindora siamensis) là một loài thực vật có hoa trong họ Đậu. Loài này được Miq. miêu tả khoa học đầu tiên.